# Fabien Causeur
Fabien Causeur (Brest, 16 de junho de 1987) é um basquetebolista profissional francês que atualmente joga pelo Real Madrid. O atleta possui 1,96m de altura e pesa 91kg jogando na posição ala-armador. 

## Prêmios e Honrarias

### Clubes

#### Cholet Basket
- Campeão Francês (2009-10)
- Campeão da Supercopa da França (2011-12)
- Vice-campeão Francês (2010-11)

### Pessoais
- 2x eleito para o All Star Game da Liga Francesa (2010 e 2012)
- Participou do Reebok Eurocamp em Treviso (2008)